# Mary Howitt

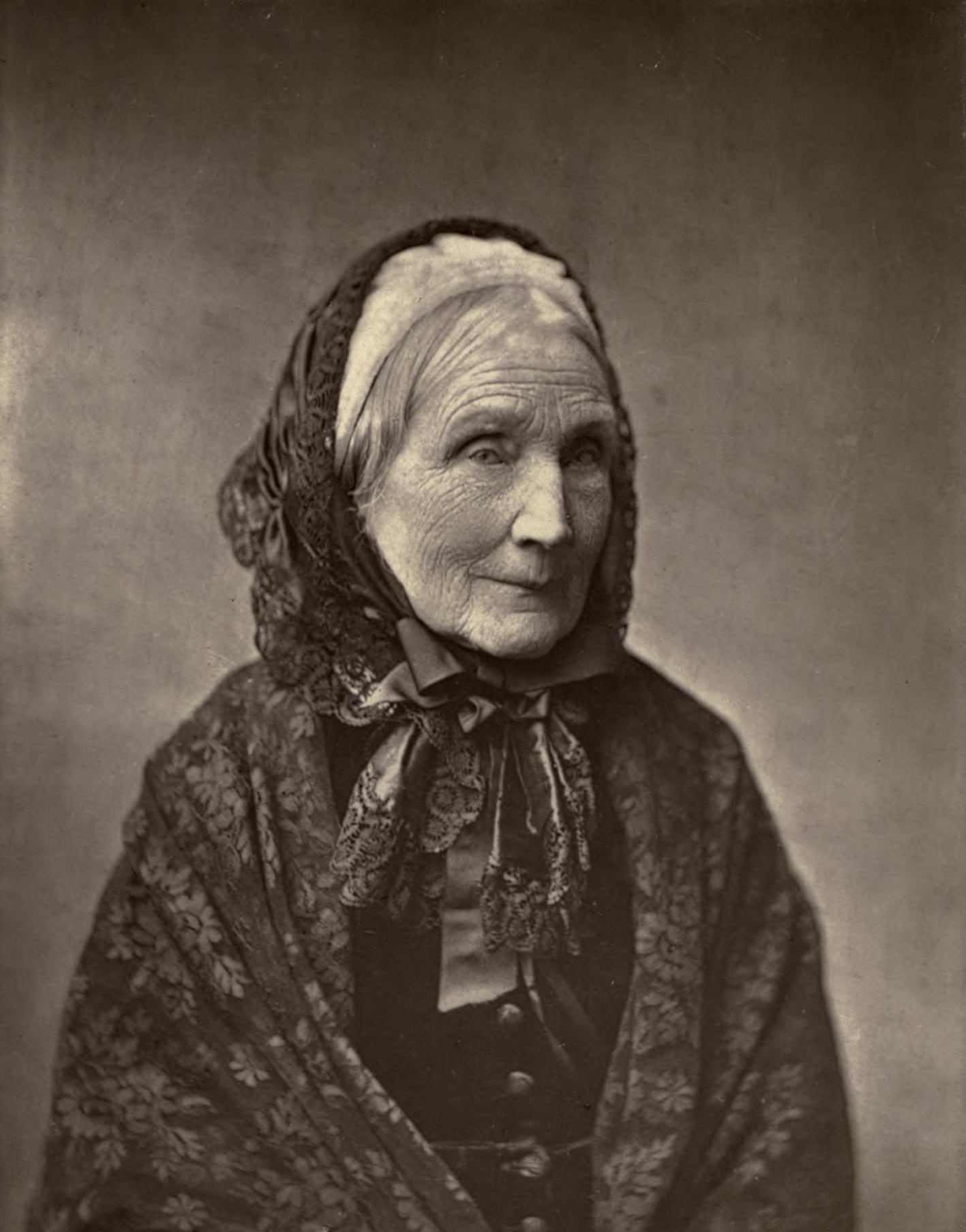
Mary Howitt w podeszłym wieku

Mary Howitt (ur. 12 marca 1799, zm. 30 stycznia 1888) – poetka i tłumaczka angielska.

## Życie i twórczość
Autorka urodziła się jako Mary Botham w Coleford w hrabstwie Gloucestershire. Nauki pobierała w domu, od wczesnych lat zdradzając zainteresowanie literaturą i pisząc wiersze. W 1821 roku wyszła za mąż za Williama Howitta, z którym stanowiła parę nie tylko w życiu prywatnym, ale i w twórczości piśmiennej. Poetka nauczyła się języków skandynawskich, duńskiego i szwedzkiego i poświęciła się tłumaczeniom. Przekładała między innymi baśnie Hansa Christiana Andersena.
Napisała między innymi poemat Marien's Pilgrimage. Jej najbardziej znanym wierszem jest The Spider and The Fly (Pająk i mucha). Innym przywoływanym utworem jest The Wood-Mouse (Mysz leśna).